# Теранова (Алесандрија)
Теранова је насеље у Италији у округу Алесандрија, региону Пијемонт.
Према процени из 2011. у насељу је живело 477 становника. Насеље се налази на надморској висини од 107 м.